# Acidalia Planitia

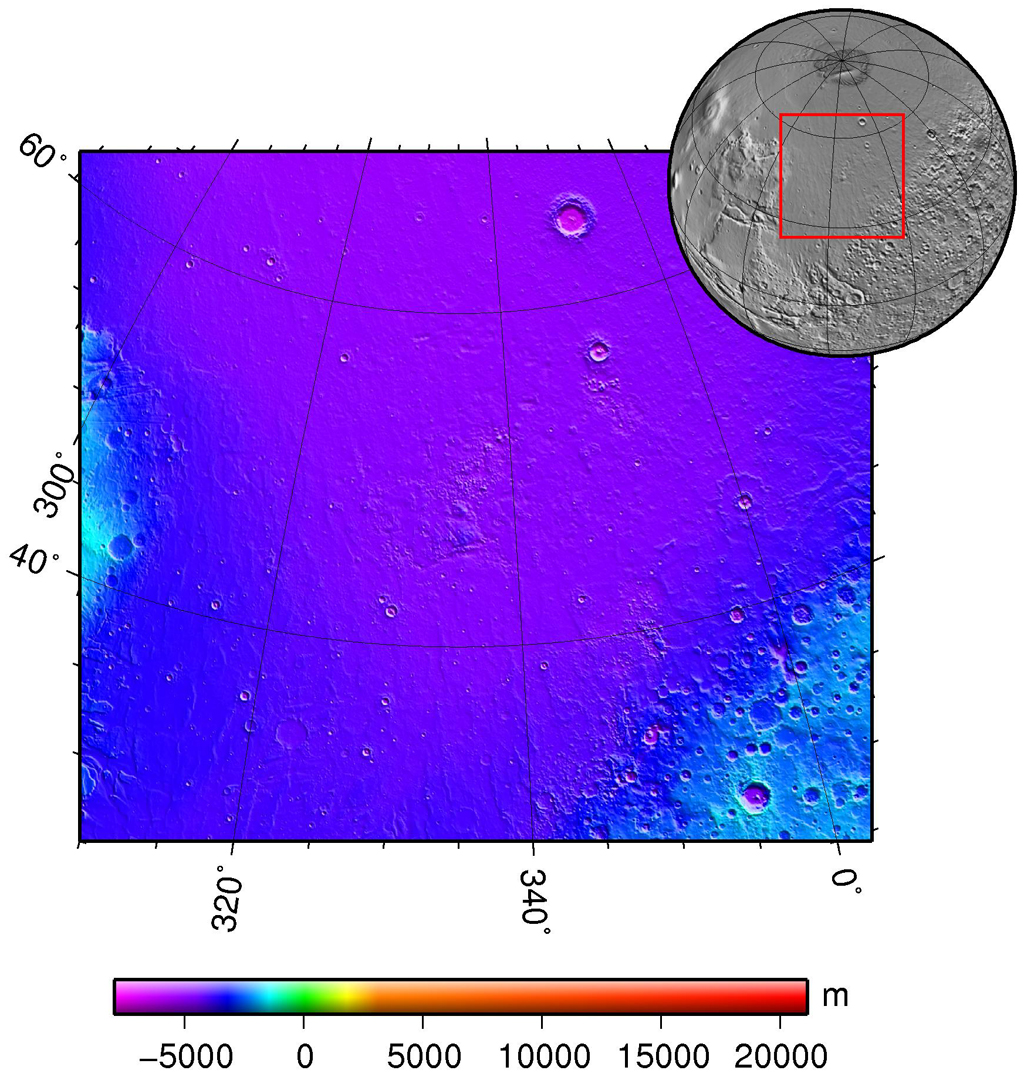
Acidalia Planitia

Acidalia Planitia est une plaine de la planète Mars située entre le dôme de Tharsis et Arabia Terra, au nord des Valles Marineris. 
C'est l'astronome Schiaparelli qui l'a nommée ainsi, en référence à une fontaine où, selon la mythologie grecque, se baignait Vénus,. 

## Culture populaire
Dans le roman Seul sur Mars d'Andy Weir, Acidalia Planitia est le site d'atterrissage de la mission fictive Ares 3, troisième mission habitée vers Mars. Le protagoniste, un astronaute de la NASA, y est laissé pour mort.